# 纳界河大桥
纳界河大桥是一座位于中华人民共和国贵州省中部的钢结构拱桥。2016年通车时，该桥桥面轨顶距桥下水面的高度约305米，使其成为当时按桥面高度统计的世界最高铁路桥梁。2022年12月，杰纳布铁路桥建成后超越该桥成为新的世界最高铁路桥梁。该桁架拱桥也是世界上最长的拱桥之一，其主跨长度约352米。该桥跨越毕节市织金县与贵阳市清镇市之间的乌江支流三岔河。该桥是织金与贵阳间林织铁路的控制性工程。
尽管纳界河大桥的正式高度是310米，但是当该桥跨越的东风水库处于最高蓄水位时，轨顶距桥下水面的高度仅为285米。

## 外部連結
- Najiehe Railway Bridge - HighestBridges.com （页面存档备份，存于）